# Filmes de 1951 da Republic Pictures

## Introdução
Em 1951, a Republic Pictures lançou 50 produções. Destas, 11 eram documentários de curtas-metragens, inclusive 10 da série This World of Ours, sobre países e lugares do mundo.
Após 81 filmes, desde 1938, chegou ao fim a série de Roy Rogers, o Rei dos Cowboys, o mais querido de todos os cowboys cantores do cinema. Com o término das filmagens de Pals of the Golden West, ele foi se juntar a Monte Hale e Bill Elliot, que se despediram do estúdio no ano anterior. Uma era estava próxima do fim.
Além de lançar apenas dois seriados, a Republic, a fim de reduzir custos, produziu Don Daredevil Rides Again somente para utilizar cenas de arquivo de Zorro's Black Whip. Apesar do título, que, a grosso modo, poderia ser traduzido por A Volta de Don Daredevil, não houve nenhuma aventura anterior com o personagem.
A única indicação ao Oscar recebida pelo estúdio foi para Bullfighter and the Lady, um drama sobre touradas produzido por John Wayne e dirigido por Budd Boetticher, um apaixonado por esse tipo de espetáculo.

## Prêmios Oscar
Vigésima quarta cerimônia, com os filmes exibidos em Los Angeles no ano de 1951.
| Filme                    | Indicações               | Premiações |
| ------------------------ | ------------------------ | ---------- |
| Bullfighter and the Lady | Melhor História Original | ---        |

## Seriados do ano
| Título original                     | Título PT/BR      | Título PT/PT | Astro       | Diretor         | Episódios | Gênero   |
| ----------------------------------- | ----------------- | ------------ | ----------- | --------------- | --------- | -------- |
| Don Daredevil Rides Again           | O Risco do Terror |              | Ken Curtis  | Fred C. Brannon | 12        | Aventura |
| Government Agents vs Phantom Legion | A Legião Fantasma |              | Walter Reed | Fred C. Brannon | 12        | Policial |

## Filmes do ano
| Título original              | Título PT/BR                | Título PT/PT              | Astros                             | Diretor           | Gênero            |
| ---------------------------- | --------------------------- | ------------------------- | ---------------------------------- | ----------------- | ----------------- |
| Adventures of Captain Fabian | Aventuras do Capitão Fabian | A Taberna de Nova Orleães | Errol Flynn, Micheline Presle      | William Marshall  | Aventura          |
| Arizona Manhunt              | Foragido da Lei             |                           | Michael Chapin, Eilene Janssen     | Fred C. Brannon   | Faroeste          |
| Belle LeGrand                | Náufragos da Vida           |                           | Vera Ralston, John Carroll         | Allan Dwan        | Faroeste          |
| Buckaroo Sheriff of Texas    | Vaqueirinho Valente         |                           | Michael Chapin, Eilene Janssen     | Philip Ford       | Faroeste          |
| Bullfighter and the Lady     | Paixão de Toureiro          | Homens na Arena           | Robert Stack, Joy Page             | Budd Boetticher   | Drama             |
| Cuban Fireball               |                             |                           | Estelita Rodriguez, Warren Douglas | William Beaudine  | Musical           |
| The Dakota Kid               |                             |                           | Michael Chapin, Eilene Janssen     | Philip Ford       | Faroeste          |
| Desert of Lost Men           | Abutres Noturnos            |                           | Allan Lane, Irving Bacon           | Harry Keller      | Faroeste          |
| Fighting Coast Guard         | Hora da Decisão             |                           | Brian Donlevy, Forrest Tucker      | Joseph Kane       | Guerra            |
| Fort Dodge Stampede          | Covil de Ladrões            |                           | Allan Lane, Chubby Johnson         | Harry Keller      | Faroeste          |
| Fugitive Lady                | Os Dois Lados da Vida       |                           | Janis Paige, Binnie Barnes         | Sidney Salkow     | Mistério          |
| Havana Rose                  |                             |                           | Estelita Rodriguez, Bill Williams  | William Beaudine  | Musical           |
| Heart of the Rockies         | Acusação Injusta            |                           | Roy Rogers, Penny Edwards          | William Witney    | Faroeste          |
| Honeychile                   |                             |                           | Judy Canova, Eddie Foy Jr.         | R. G. Springsteen | Musical           |
| In Old Amarillo              | O Paladino da Lei           |                           | Roy Rogers, Estelita Rodriguez     | William Witney    | Faroeste          |
| Insurance Investigator       | Agente de Seguros           |                           | Richard Denning, Audrey Long       | George Blair      | Policial          |
| Lost Planet Airmen           | O Homem Foguete             |                           | Tristram Coffin, Mae Clarke        | Fred C. Bannon    | Ficção Científica |
| Million Dollar Pursuit       |                             |                           | Penny Edwards, Grant Withers       | R. G. Springsteen | Policial          |
| Missing Women                | Mulheres Desaparecidas      |                           | Penny Edwards, James Millican      | Philip Ford       | Policial          |
| Night Riders of Montana      | Quatreiros Noturnos         |                           | Allan Lane, Chubby Johnson         | Fred C. Brannon   | Faroeste          |
| Oh! Susanna                  | Massacre                    |                           | Rod Cameron, Adrian Booth          | Joseph Kane       | Faroeste          |
| Pals of the Golden West      | Reduto de Assassinos        |                           | Roy Rogers, Dale Evans             | William Witney    | Faroeste          |
| Pride of Maryland            | Fibra de Jóquei             |                           | Stanley Clements, Peggy Stewar     | Philip Ford       | Drama             |
| Rodeo King and the Señorita  | O Rei do Rodeio             |                           | Rex Allen, Mary Ellen Kay          | Philip Ford       | Faroeste          |
| Rough Riders of Durango      | Caminhante Solitário        |                           | Allan Lane, Walter Baldwin         | Fred C. Brannon   | Faroeste          |
| The Sea Hornet               | Mergulhando Para a Morte    |                           | Rod Cameron, Adele Mara            | Joseph Kane       | Aventura          |
| Secrets of Monte Carlo       | Segredos de Monte Carlo     |                           | Warren Douglas, Lois Hall          | George Blair      | Policial          |
| Silver City Bonanza          | O Veio Misterioso           |                           | Rex Allen, Buddy Ebsen             | George Blair      | Faroeste          |
| South of Caliente            | Ao Sul de Caliente          |                           | Roy Rogers, Dale Evans             | William Witney    | Faroeste          |
| Spoilers of the Plains       | Foguete Misterioso          |                           | Roy Rogers, Penny Edwards          | William Witney    | Faroeste          |
| La Strada Finisce Sul Fiume  |                             |                           | Constance Dowling, Andrea Checchi  | Luigi Capuano     | Drama             |
| Street Bandits               |                             |                           | Penny Edwards, Robert Clarke       | R. G. Springsteen | Policial          |
| Thunder in God's Country     | Ardil de Jogador            |                           | Rex Allen, Mary Ellen Kay          | George Blair      | Faroeste          |
| Utah Wagon Train             | Bandeirantes do Oeste       |                           | Rex Allen, Penny Edwards           | Philip Ford       | Faroeste          |
| Wells Fargo Gunmaster        | O Falso Bandoleiro          |                           | Allan Lane, Chubby Johnson         | Philip Ford       | Faroeste          |
| The Wild Blue Yonder         | O Regresso do Inferno       |                           | Wendell Corey, Vera Ralston        | Allan Dwan        | Guerra            |

## Outros
| Título                            | Produção    | Direção     | Narração     | Elenco                              | Duração    | Gênero       |
| --------------------------------- | ----------- | ----------- | ------------ | ----------------------------------- | ---------- | ------------ |
| Fights - Robinson Vs. Turpin      | --          | --          | Jimmy Powers | Sugar Ray Robinson, Randolph Turpin | 53 minutos | Documentário |
| This Is Korea!                    | --          | John Ford   | John Ireland |                                     | 50 minutos | Documentário |
| This World of Ours -- Belgium     | Carl Dudley | Carl Dudley |              | --                                  | 9 minutos  | Turismo      |
| This World of Ours -- Egypt       | Carl Dudley | Carl Dudley |              | --                                  | 9 minutos  | Turismo      |
| This World of Ours -- England     | Carl Dudley | Carl Dudley |              | --                                  | 9 minutos  | Turismo      |
| This World of Ours -- Greece      | Carl Dudley | Carl Dudley |              | --                                  | 9 minutos  | Turismo      |
| This World of Ours -- Hawaii      | Carl Dudley | Carl Dudley |              | --                                  | 9 minutos  | Turismo      |
| This World of Ours -- Italy       | Carl Dudley | Carl Dudley |              | --                                  | 9 minutos  | Turismo      |
| This World of Ours -- London      | Carl Dudley | Carl Dudley |              | --                                  | 9 minutos  | Turismo      |
| This World of Ours -- Portugal    | Carl Dudley | Carl Dudley |              | --                                  | 9 minutos  | Turismo      |
| This World of Ours -- Spain       | Carl Dudley | Carl Dudley |              | --                                  | 9 minutos  | Turismo      |
| This World of Ours -- Switzerland | Carl Dudley | Carl Dudley |              | --                                  | 9 minutos  | Turismo      |